# جائزة البرازيل الكبرى 2016
جائزة البرازيل الكبرى 2016 هو سباق فورمولا 1 أقيم في حلبة جوزيه كارلوس بيس للسيارات، ساو باولو، البرازيل. كان العشرون من أصل 21 في بطولة العالم لسباقات الفورمولا واحد موسم 2016. حلّ البريطاني لويس هاملتون أولا بينما جاء نيكو روسبيرغ في المركز الثاني وحصل على المركز الثالث الهولندي ماكس فيرستابين.

## الترتيب النهائي
|         | الترتيب | السائق         | النقاط |
| ------- | ------- | -------------- | ------ |
|         | 1       | نيكو روسبيرغ   | 367    |
|         | 2       | لويس هاملتون   | 355    |
|         | 3       | دانيل ريكاردو  | 246    |
|         | 4       | سباستيان فيتل  | 197    |
| 1       | 5       | ماكس فيرستابين | 192    |
| المصدر: |         |                |        |